# 15964 Billgray
15964 Billgray este o planetă minoră (asteroid) din centura de asteroizi. A fost descoperită pe 19 februarie 1998 la Observatorul Oaxaca de James M. Roe⁠(d). 
Obiectul prezintă o orbită caracterizată de o semiaxă mare de 1,9524755 UAi, o excentricitate de 0,09, o înclinație de 18,07619 ° în raport cu ecliptica.